# Памятный знак «Слава героям-освободителям» (Бендеры)
Памятный знак (стела) «Слава героям-освободителям» открыт в приднестровском городе Бендеры 22 августа 1984 года в честь 40-летия освобождения города советскими войсками в ходе Ясско-Кишинёвской операции Второй мировой войны.
Сооружён на общественные средства.
- Архитекторы: Г. А. Райлян, Ф. К. Казаку, Я. З. Дяченко, И. Г. Пашкан.
- Художники: Е. П. Панченко, Н. И. Рыковский, В. М. Зюзин.